# 1668 Hanna
1668 Hanna (1933 OK) là một tiểu hành tinh vành đai chính được phát hiện ngày 24 tháng 7 năm 1933 bởi Reinmuth, K. ở Heidelberg.